# Conciencia (psicología)

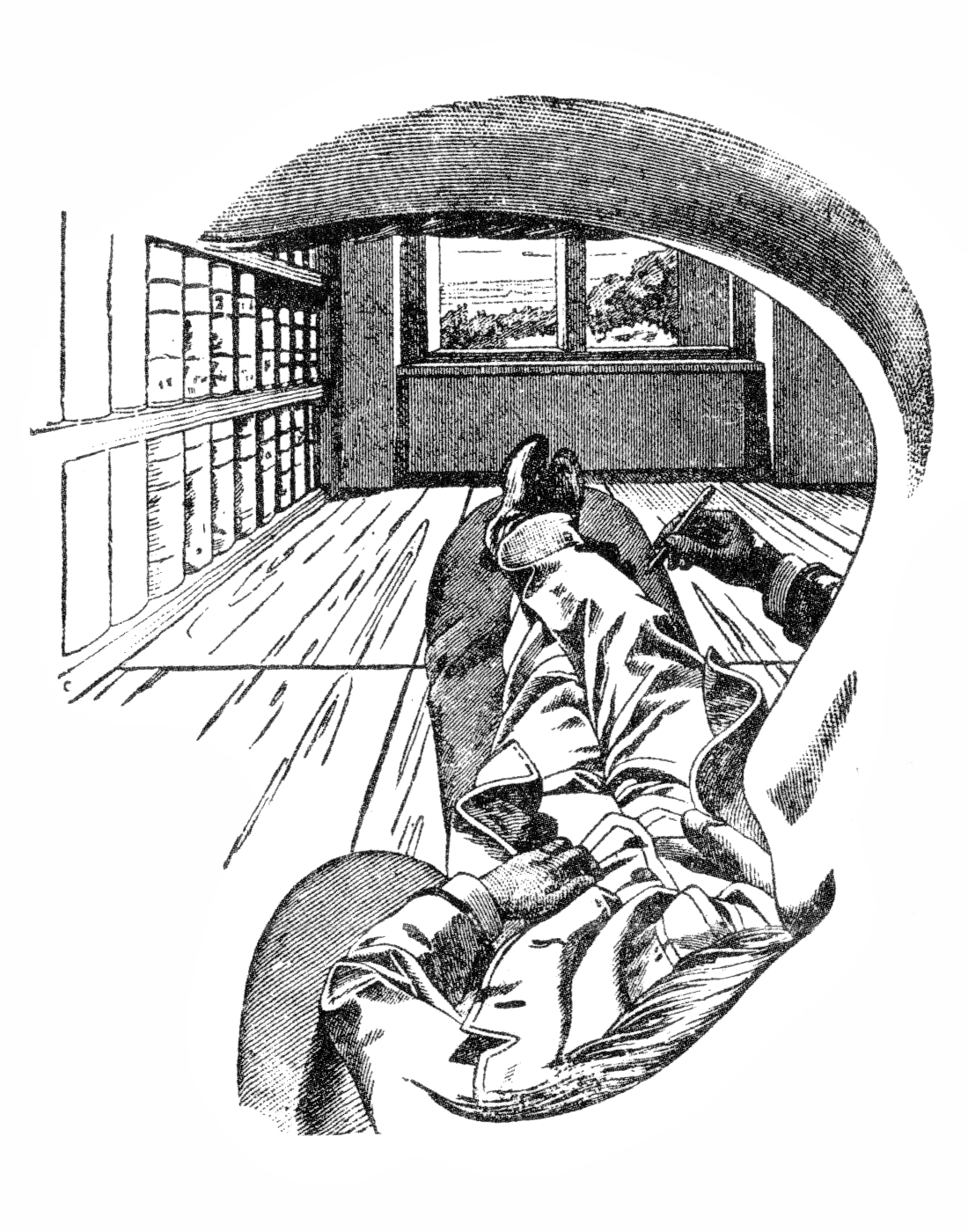
Ilustración representando la visión de una persona.

La conciencia o consciencia es la cualidad o el estado de conocimiento de objetos externos o de algo interno a uno mismo. En un sentido más básico es la experimentación bruta de cualquier sensación o quale, incluso en ausencia de significado o conceptualización sobre la relación entre el sujeto y las cosas. Puede ser definida como «subjetividad», «punto de vista en primera persona», «capacidad para sentir», «cómo se siente ser algo» o «lo que produce significado». Se ha dicho que la conciencia es constitutiva de todo estado mental, a diferencia de la intencionalidad.
A pesar de la dificultad que conlleva definirla y estudiarla, algunos filósofos consideran que hay una intuición generalizada sobre lo que es, y que une a todas las definiciones anteriores. Esta intuición se puede compartir con gran eficacia apelando a la diferencia entre dormir (sin sueños) y el estado de vigilia: cuando la conciencia se desvanece es como si toda posible realidad se esfumara, desde el punto de vista del sujeto.
La conciencia no debe ser confundida con la vida, el razonamiento, la inteligencia o la memoria. Para muchos de sus estudiosos tampoco es equivalente a la atención ni a la percepción; aunque están íntimamente relacionadas.

## Introducción
Desde Descartes y Locke, varios filósofos lucharon por comprender la naturaleza de la conciencia y aislar sus propiedades esenciales. Problemas que ocupan a la filosofía de la conciencia son: si el concepto en sí es fundamentalmente coherente, si la conciencia es en la metafísica necesaria o contingente, si la conciencia puede ser explicada en términos físicos (que no requieran una distinción dualista), si existe la conciencia no humana, si se puede reconocer y de qué forma, si los zombis filosóficos son posibles, cómo se relacionan la conciencia y el lenguaje, cómo se relaciona la conciencia y la conducta; la conciencia y la inteligencia; y si es posible que máquinas como computadoras o robots sean conscientes.

## Definición
La conciencia es el estado de cognición. Se representa el medio en el que uno vive, conformando una verdad subjetiva que se refiere tanto a lo exterior como lo interior a uno. Se puede definir como el conocimiento percibido intuitivamente de algo en uno mismo.[cita requerida]
Otra definición, no moral, es que la conciencia es un estado fisiológico del sistema nervioso que varía según el dominio temporal y espacial de sus operaciones neuronales, permitiendo finalmente la aparición de conductas complejas y conscientes.

## Estudios y trabajos de laboratorio sobre la conciencia

### Primeros estudios sobre la conciencia
Durante varias décadas, la conciencia fue evitada como tema de investigación por la mayoría de los científicos por una concepción generalizada de que un fenómeno definido en términos subjetivos no podría ser estudiado con propiedad usando métodos experimentales objetivos.
Los Estados Unidos, donde el psicoanálisis no creó escuela tan fuertemente como en otras partes del mundo, fueron la cuna de estudios científicos sobre la conciencia. Incluso predominaron posturas que desdeñaban la oposición conciencia-inconsciente y la idea general de conciencia. En las primeras décadas del siglo XX, algunos psicólogos se volcaron sobre la conducta como objeto de estudio. Para John B. Watson, lo cognoscible de la psicología está en el comportamiento. De hecho escribió que se podría estudiar la psicología humana sin hacer una sola mención a la conciencia. Watson creó la escuela de psicología conocida como conductismo.
Hacia la década de 1950, el estudio científico del sueño descubrió que éste no implica la desaparición de la conciencia, sino otro tipo de actividad cerebral cercana a aquella. Los movimientos oculares rápidos (REM, por las siglas de las palabras inglesas Rapid Eye Movement) se producen durante el sueño con intervalos de unos 90 minutos. El estudio de esta fase reveló que en esos momentos las ondas registradas por un electroencefalograma son similares a las de la vigilia. Esto sugirió la posibilidad de ampliar el concepto de conciencia. En esos años, apareció la idea de "estados alterados" de conciencia, que se difundió rápidamente en la cultura estadounidense.
En 1975, George Mandler publicó un estudio en psicología en el que distinguió procesos conscientes lentos, seriales y limitados, y procesos inconscientes rápidos, paralelos y extensivos. En la década de 1980, una comunidad creciente de neurocientíficos y psicólogos se había asociado a un campo llamado "Estudios de la conciencia", dando lugar a una serie de trabajos experimentales publicados tanto en libros como en periódicos como "Consciousness and cognition" (conciencia y cognición).
Investigaciones médicas y psicológicas actuales sobre la conciencia se basan en experimentos psicológicos (incluyendo, por ejemplo, el estudio de efectos de primado usando estímulos subliminales) y en estudios de casos de alteraciones de la conciencia producidas por traumas, enfermedades o drogas. A grandes rasgos, las aproximaciones científicas se basan en dos conceptos centrales. El primero identifica las experiencias conscientes con el contenido de lo que reporta el sujeto y el segundo hace uso del concepto de conciencia que fue desarrollado por neurólogos y otros profesionales de la salud que tratan pacientes con trastornos de la conducta. El fin de estos estudios es definir la conciencia y describir los mecanismos que la subyacen.

### Últimos estudios y trabajos de laboratorio
Los trabajos de laboratorio durante las últimas décadas del siglo XX, con nuevas tecnologías, sobre todo la resonancia magnética, mostraron de qué modo se organiza la memoria, en qué zonas del cerebro se producen las imágenes, cómo los individuos reconocen unos objetos de otros, cuál es la región cerebral de las decisiones, cómo se comportan los neurotransmisores, el papel de procesos fisiológicos en el desarrollo de trastornos mentales y, en general, las bases biológicas de la psiquis humana, incluyendo la ética, que parece tener su lugar en la corteza cerebral.
Las neurociencias, observando los cerebros en actividad, comenzaron así a librar una batalla con las ideas de Freud y el psicoanálisis, en especial la de la existencia del inconsciente y el trauma infantil como explicación dogmática del malestar neurótico. En el terreno de los medios de difusión, esta polémica se expresó en la oposición maniquea entre el uso de psicofármacos y los métodos del psicoanálisis. 

#### Hipótesis de la conciencia cuántica
Corresponde a la hipotética explicación de las características que presentan y definen a la conciencia a través de los fenómenos cuánticos que se postula podrían estar presente en los procesos biológicos que origina la conciencia. 
Este concepto comenzó a darse a conocer popularmente en el año 2003, fecha en la cual se realizó el congreso "Quantum Mind 2003", realizado por personas interesadas en el conocimiento acerca de la comprensión de la conciencia. En el congreso participaron curiosos y pseudocientíficos como Deepak Chopra, pero su impacto en la comunidad científica fue muy limitado. Se centró en la idea de que los procesos cuánticos como la superposición de estados, la no localización, el entrelazado de partículas, pueden llevar a cabo la eventual explicación de la conciencia como una manifestación más de los procesos cuánticos de la materia. Se cree que la conciencia se comporta de igual manera que las partículas cuánticas; al igual que algunas de las funciones presentes en la biología molecular, que presentan procesos cuánticos; siendo su principal hipótesis, la hipótesis de la Reducción Objetiva Orquestada, relacionada con las estructuras celulares denominadas Microtúbulos. Actualmente en los seres vivos solo se ha encontrado evidencia científica de efectos cuánticos observables en ciertos procesos fotosintéticos. Igualmente de manera indirecta se sospecha de efectos cuánticos en el sistema olfativo y en la orientación aviar. Así actualmente la comunidad científica no considera que se tenga evidencia sustentable de efectos cuánticos en el sistema nervioso.[cita requerida]

## Características y propiedades de la conciencia

### Estados de conciencia
Para los estados clínicos de la consciencia y sus alteraciones, véase artículo de fisiología: Estados de conciencia
Hay diferentes desarrollos de esta función cerebral: 
1. Conciencia individual: se refiere a la conciencia de uno mismo y de cómo el entorno lo puede perjudicar o favorecer. Se establece lo que es bueno y malo para uno mismo. El ejercicio acertado de esta función mental se llama instinto de supervivencia. En el hombre, el resultado de su racionalización le dota de mayor capacidad de auto dominarse, de una mayor creatividad y de esto nace la Inteligencia preconsciente.
2. Conciencia social: se refiere a la conciencia del estado de los demás miembros de su comunidad y de cómo el entorno los puede perjudicar o favorecer. Se establece lo que es bueno y malo para una comunidad. El ejercicio acertado de esta función mental se llama instinto de protección. En el hombre, el resultado de su racionalización le dota de capacidad cooperacional, y de esto nace la Inteligencia social.
3. Conciencia temporal o competente: se refiere a la conciencia del medio que le rodea y de cómo afecta a uno mismo y a los demás en la línea del tiempo. Se establece lo que es bueno y malo para el futuro de la comunidad. El ejercicio acertado de esta función mental se llama inteligencia racional (véase también: razón).
4. Conciencia emocional o empatía: Se establece lo que es bueno y malo en función de datos emocionales, y de cómo el entorno y la forma de actuar de uno mismo, afecta al estado emocional de su comunidad. El ejercicio acertado de esta función mental se llama inteligencia emocional.

La conciencia puede funcionar en 'piloto automático', es decir, sin necesidad de ejercitar inteligencia alguna, únicamente basándose en los instintos. El individuo es consciente de lo que está haciendo, pero no se plantea si es bueno o malo.
Actualmente, esta área está en investigación por John Kounios y Mark Jung-Beeman, neurólogos de la Universidad estadounidense de Drexden y Universidad Northwestern respectivamente. Se la ha calificado como creativa, a este tipo de inteligencia. De forma general, son catalogadas como artistas y genios las personas capaces de usar la creatividad en sus métodos de resolución de problemas, dicha capacidad creativa procede del lóbulo temporal derecho de nuestro cerebro.[cita requerida]

### Interrelación
Las tres primeras no son exclusivas del hombre, solo la última. Como especie animal no nos cuesta concienciarnos de las dos primeras, pues no depende de la educación o datos externos, va con la propia naturaleza de la conservación de la especie. El ejercicio más o menos acertado de la tercera dependerá de la educación recibida (los hay autodidactas), también es innata a la supervivencia y la cuarta no todo humano logra concienciarse en su mayor exponente (o sea, equipararla al uso que le damos a las otras tres), sino que son dependientes de la educación, costumbres y moral local. No suele manifestarse de forma consciente, sino como una imagen de lo que podríamos estar sintiendo nosotros en piel ajena. Ello motiva a actuar pensando que eso es lo bueno y lo malo, sin cuestionarlo ni racionalizarlo; las personas que lo han intentado han acabado convirtiéndose en líderes.

### Estados alterados
Se entiende como estado alterado de conciencia a los estados de conciencia distintos de:
- La vigilia, activo.
- El sueño, lento.
- El sueño REM, con movimientos oculares rápidos y excitación de los órganos sexuales.

A estos estados alterados se les asocia a veces, cierta capacidad terapéutica para sanar ciertos trastornos psicológicos y/o psiquiátricos.
La conciencia está además íntimamente relacionada con el lenguaje.

### "Darse cuenta" (awareness)
Los autores de Gestalt Therapy: Excitement and Growth in the Human Personality, Paul Goodman y Ralph Hefferline (a partir de un manuscrito de Fritz Perls), al explorar los fundamentos teóricos para la práctica de la terapia Gestalt, concibieron la conciencia como un fluir dinámico, por lo cual desecharon, al igual que otros autores humanistas, el concepto psicoanalítico de consciente/inconsciente, el cual resulta ser excesivamente rígido e inadecuado para describir y trabajar con los fenómenos que se observan en la clínica. Los términos consistentemente utilizados son «aware», «be aware» y "awareness", que se han traducido al español como "darse cuenta", denominación que al ser un verbo expresa esa idea de fluidez y dinamismo. 
Aún desde los trabajos experimentales de la escuela alemana de psicología Gestalt, la relación entre figura y fondo, lo que se apercibe y lo que no, es decir, lo que el individuo se da cuenta versus lo que no forma parte de su campo de conciencia, es siempre fluido y dinámicamente interrelacionado. En la clínica actual, el proceso de darse cuenta, es decir, de la formación de Gestalten la apercepción del sujeto, es el punto primario, aunque no exclusivo, sobre lo que se trabaja en el proceso de terapia.

### En la obra de Freud
Johann Herbart fue el primero en plantear que algunas ideas pueden estar en estado latente, mientras otras están activas. Esas ideas en estado larvario o de "tendencia" fueron estudiadas a fondo por Sigmund Freud, que abrió el campo de lo que llamó "lo inconsciente" o el inconsciente, a fines del siglo XIX y comienzos del siglo XX, lo que significó un viraje sobre el discurso científico que se venía desarrollando. Freud llevó los estudios hacia el aspecto menos conocido por el sujeto. Para Freud, la actividad inconsciente determina la conducta de los individuos tanto o más que las ideas conscientes. Y las ideas inconscientes a su vez son modeladas por las experiencias infantiles. Cuando estas producen trauma (herida), la conciencia las sepulta en el inconsciente, desde donde siguen sin embargo influyendo en la conducta. Para explorar el inconsciente, Freud desarrolló el método llamado psicoanálisis. Esa exploración tenía al mismo tiempo dos objetivos: el autoconocimiento y el alivio o curación de trastornos de conducta e incluso de patologías mentales severas.[cita requerida]
En Esquema del psicoanálisis (1940 [1938]), Freud sostiene que la cualidad de lo consciente se encuentra íntimamente asociada a las percepciones que los órganos sensoriales derivan del entorno. Si se quisiera exponer este hecho tópicamente, cabría decir que el devenir-consciente “es un fenómeno que sucede en el estrato cortical más exterior del yo.” Lo anterior no impide, por supuesto, que seamos puestos al corriente de lo que ocurre en el interior: los sentimientos y sensaciones tales como el dolor. En el caso de estas dos experiencias, el ambiente es sustituido por el propio cuerpo como fuente prodigadora de estímulos a ser captados por los órganos terminales. Freud atribuye al lenguaje la capacidad del hombre de tomar conciencia de los procesos interiores del yo. Para lograr tal propósito, el lenguaje debería poner en relación los contenidos del yo con restos mnémicos principalmente de percepciones acústicas, aunque también de las visuales. Es de esta manera que los decursos representacionales y los procesos cognitivos podrían adquirir la cualidad de lo consciente. Se establece el examen de realidad como medio para discriminar entre la realidad interna y el mundo exterior. Los errores a los que este se ve expuesto y que con suma regularidad sobrevienen durante el dormir son conocidos como alucinaciones.
En la misma obra, Freud ubica el punto de partida para la investigación de lo propiamente anímico en el hecho de la conciencia, que pese a los obstáculos que se encuentra al intentar explicarlo, a nadie ofrece dificultades a la hora de representarse uno lo que tal concepto designa por la sencilla razón de que no es ajeno a la experiencia cotidiana de nadie. El autor critica al conductismo por haber pretendido construir una psicología sin tomar en consideración a la conciencia. Para Freud, sin embargo, la conciencia tampoco comprendería el campo íntegro de lo psíquico y, según su parecer, no sería acertado creer que la única tarea de la psicología radicaría en la distinción entre percepciones, sentimientos, procesos cognitivos y actos de la voluntad en calidad de diferentes especies de fenómenos psíquicos.

La psicología de la conciencia no era más idónea para entender la función anímica normal que para comprender el sueño. Los datos de la percepción consciente de sí, los únicos de que ella disponía, se han revelado dondequiera insuficientes para penetrar la plenitud y la maraña de los procesos anímicos, poner de manifiesto sus nexos y, así, discernir las condiciones bajo las cuales son perturbados.

Freud sostiene que el psicoanálisis había descubierto “el recurso técnico para llenar las lagunas de nuestros fenómenos de conciencia”, el cual haría posible la inferencia de determinados procesos que se presentarían per se como indiscernibles. Estos serían entonces interpolados entre aquellos que se nos revelan de manera consciente y “cuando decimos, por ejemplo: «Aquí ha intervenido un recuerdo incosciente», esto quiere decir: «Aquí ha ocurrido algo por completo inaprensible para nosotros, pero que si nos hubiera llegado a la conciencia solo habríamos podido describirlo así y así».”